# Marina Steindor
Marina Steindor (* 19. Dezember 1957 in Körbecke) ist eine deutsche Ärztin und Politikerin (Bündnis 90/Die Grünen).
1976 schloss Steindor ihr Abitur ab. Danach studierte sie Humanmedizin und erreichte 1987 das Staatsexamen. Es folgte ein Zweitstudium der Soziologie. Von 1989 bis 1990 war Steindor am Institut für Soziologie der Philipps-Universität Marburg beschäftigt. Von 1991 bis 1992 war sie medizinische Fachreferentin beim Bundesverband von Pro Familia. Von 1993 bis 1994 war sie Geschäftsführerin der Kreistagsfraktion der Grünen Marburg-Biedenkopf. Sie war auch Mitglied im Bund für Umwelt und Naturschutz Deutschland, im Naturschutzbund Deutschland, im Gen-ethischen Netzwerk, im Verkehrsclub Deutschland, im Verband Demokratischer Ärztinnen und Ärzte, im Bund demokratischer Wissenschaftlerinnen und Wissenschaftler, in der Gewerkschaft Öffentliche Dienste, Transport und Verkehr und bei Pro Familia.
1983 wurde Steindor Mitglied der Grünen. Ab 1992 saß sie im Kreistag Marburg-Biedenkopf. Von 1994 bis 1998 saß sie im Deutschen Bundestag.